# لحظاتی چند با دراویش قادریه
لحظاتی چند با دراویش قادریه فیلمی است مستند از منوچهر طبری محصول سال ۱۳۵۳ سازمان رادیو و تلویزیون ملی ایران. این فیلم که به صورت فیلم ۱۶ میلی‌متری، سیاه و سفید و به مدت ۱۰ دقیقه است نمایشگر لحظاتی از مراسم دراویش قادریه است.

## داستان
فیلم لحظاتی از عوالم روحانی دراویش قادریه کردستان را عرضه می‌کند. در تاریخ سینمای جهان کمتر فیلم مستندی تا این حد نزدیک به واقعیت تکان‌دهنده ارائه شده است. تکان‌دهنده از این نظر که مردی خنجر را در گونه خود فرو می‌برد یا لب و دهانش را به بخاری گداخته می‌چسباند و سینه و شکمش را آماج سیخ و خنجر قرار می‌دهد، بدون این‌که چنین اعمالی جسم او را دچار تغییر کند.

## روند تولید
منوچهر طبری که در سال ۱۳۵۱ برای فیلمبرداری از مسابقات وزنه‌برداری عازم سنندج شده بود، طی ملاقاتی که با احمد شاملو، سفارش ساخت فیلمی از دراویش قادری از او می‌گیرد. شاملو در تهیهٔ این فیلم ناموفق بود و به طبری پیشنهاد داد اگر توانست این فیلم را تهیه کند. اگرچه در ابتدا به او اجازهٔ فیلمبرداری داده نمی‌شد، ولی با پافشاری وی، سرانجام در سال ۱۳۵۳ موفق شد این فیلم را به صورت سیاه و سفید و به مدت ده دقیقه بسازد. این فیلم که با دستیاری احمد صدقی وزیری ساخته شده بود در برنامهٔ فرهنگ ایران‌زمین با حضور بهرام فره‌وشی از جنبهٔ فرهنگِ «ور» یا داوری ایزدی (که آئینی برای اثبات حقانیت بود و ۹ من روی گداخته بر تن موبد بزرگ زرتشتی دورهٔ ساسانی آذرپاد مهراسپندان ریختند و تفسید) به طور وسیع شناسانده شد. این فیلم اولین حضور سینما در محافل دراویش قادری است.

## جایگاه و نقد فیلم
موفقیت فیلم باعث شد تا طبری به فکر بیفتد تا در نسخهٔ کامل‌تری، فیلمی مفصل از دراویش و به شیوهٔ رنگی بسازد؛ و چنین شد که مطرب عشق (۱۳۵۶) شکل گرفت.
محمد تهامی‌نژاد در سال ۱۳۵۴ «لحظاتی چند با دراویش قادریه» را در کتاب ریشه‌یابی یأس در سینمای ایران در طبقه‌بندی مستند خبری و تحقیقاتی قرار داد که از نظر وی با ارزش‌ترین فیلم‌های مستند شمرده می‌شدند و دراویش قادریه را نمونهٔ تقریباً کاملی از یک مستند خبری می‌دانست که لحظات شگفت و هول‌انگیزی را ثبت کرده است. این فیلم در سال ۱۳۵۶ در سمینار مردمشناسی و نمایش فیلم‌های فرهنگ عامه در اصفهان نیز به نمایش درآمد. حمید نفیسی در مقالهٔ مروری بر رسانه‌های معاصر (۱۹۸۱–۲۰۰۵) منتشره در «جامپ کات» (ص ۲) در زمرهٔ مستندهای مردم‌نگاری، از این فیلم به عنوان «یک فیلم کوتاه شوکه‌آور» نام برده و اشاره می‌کند «آخرین مشارکت‌جوی مراسم که به سوی دوربین می‌آید گویی می‌خواهد لنز را ببلعد که تصویر سیاه می‌شود.»

## پی‌نوشت
1. 1 2  «فیلم‌شناسی مستند دینی ایران (۱۲۷۹-۱۳۷۵)، پیمان اسحاقی، پایگاه خیمه - ۲۲ تیر ۱۳۸۸ - ساعت ۱۲:۳۷». بایگانی‌شده از اصلی در ۲۵ اوت ۲۰۱۰. دریافت‌شده در ۲۰ اوت ۲۰۱۱.
2. ↑  «منوچهر طبری، پایگاه اینترنتی 7dorim». بایگانی‌شده از اصلی در ۲۸ اوت ۲۰۱۱. دریافت‌شده در ۲۰ اوت ۲۰۱۱.
3. 1 2  نوشتاری از همایون امامی برای  منوچهر طبری، انجمن مستندسازان سینمای ایران، ۱۳۸۹/۱۰/۰۸[پیوند مرده]
4. 1 2  «مستندساز عرصه‌ی فرهنگ-صنعت: درباره‌ی  منوچهر طبری، محمد تهامی‌نژاد، انسان‌شناسی و فرهنگ، چهارشنبه، ۴ اسفند ۱۳۸۹— ۰۰:۳۰». بایگانی‌شده از اصلی در ۱۳ اوت ۲۰۱۱. دریافت‌شده در ۲۰ اوت ۲۰۱۱.